# سنگ‌شناسی رسوبی
سنگ رسوبی به همه سنگ‌هایی گفته می‌شود که تحت تأثیر فرایندهای بیرونی  تغییر دهنده سطح زمین ایجاد می‌شوند. سنگهای رسوبی و رسوبات قدیمی تحت تأثیر مجموعه‌ای از فعالیت‌های فیزیکی و شیمیایی و بیولوژیکی تخریب و تجزیه می‌شوند ورسوبات جدیدی را در بستر قدیمی یا با حمل به محیط رسوبی دیگر به وجود می‌آورند.
به‌طور کلی عوامل مؤثر بر رسوبات تشکیل دهنده سنگهای رسوبی به شرح زیر است:
- سنگ منشا که ذرات تخریبی را تشکیل می‌دهد.
- نوع و ویژگی‌های هوازدگی که موجب متلاشی شدن سنگ منشا می‌شود.
- عوامل تغییر دهنده شرایط حمل و نقل و مسافتی که از منشا تا محیط رسوبی طی کرده‌اند.
- ویژگی‌های محیط رسوبی که رسوبات در آن ته‌نشین شده‌اند